# Mike Berry
Mike Berry, geboren als Michael Bourne (Northampton, 24 september 1942 – Kingston upon Thames, 11 april 2025), was een Engelse zanger en acteur. Hij staat bekend om zijn top tien hits Don't You Think It's Time (1963) en The Sunshine of Your Smile (1980) in een zangcarrière van bijna 60 jaar. Hij werd acteur in de jaren 1970 en werd begin jaren 1980 vooral bekend door zijn optredens als Mr. Spooner in de Britse sitcom Are You Being Served?

## Jeugd
Zijn ouders groeiden op in Rhodesië, maar ontmoetten elkaar in Engeland. Zijn moeder was een amateur-actrice en zangeres. Zes maanden na zijn geboorte verhuisde zijn moeder voor twee jaar met hem naar Noord-Wales. Het gezin verhuisde vervolgens naar Stoke Newington, waar hij naar de William Pattern Primary School ging en slaagde voor zijn elf plus-examen, waarmee hij een studiebeurs won voor de Hackney Downs Grocers' School. Hij verliet de school op 16-jarige leeftijd zonder diploma om leerling-componist te worden.

## Carrière
Aan het begin van de jaren 1960 was Berry een tijdlang aangesteld in de geluidsstudio van de producent Joe Meek en speelde daarnaast vaak met The Outlaws, waartoe Ritchie Blackmore en Chas Hodges behoorden en die onder andere als begeleidingsband fungeerden van Heinz Burt en deze ondersteunden bij zijn succesnummer Just Like Eddie. Net als Meek had ook Berry een zwak voor Buddy Holly.
Berry was als tiener een fan van skiffle- en rock-'n-rollmuziek. Hij formeerde zijn eigen skiffleband The Rebels en introduceerde vervolgens elektrische gitaren als Kenny Lord & the Statesmen. Joe Meek werd hun opnamemanager en producent en hij contracteerde de band The Stormers als zijn nieuwe achtergrondband. Hij noemde de nieuwe band Mike Berry & the Outlaws.
Hij had in de jaren 1960 drie hits in de UK Singles Chart, met als meest succesvolle Don't You Think It's Time en bereikte nummer 6 in januari 1963. Zijn Tribute To Buddy Holly staat ook bekend als verboden door de BBC omdat deze somber was. De hitsingles werden allemaal geproduceerd door Joe Meek.
Halverwege de jaren 1970 keerde hij terug naar de hitparade in Nederland en België, terwijl piratenradiostation Radio Mi Amigo en Radio Veronica zijn nieuwe platenmateriaal speelden, uitgebracht bij het Nederlandse platenlabel Pink Elephant Records. Don't Be Cruel werd in mei 1975 nummer 14 in de Nationale Hitparade. Zijn volgende plaat Tribute to Buddy Holly was een remake van zijn debuutnummer uit 1960 en bereikte nummer 2 in oktober van datzelfde jaar. In 1977 slaagde I'm A Rocker, uitgebracht op het Vlaamse platenlabel Scramble Records (eigendom van Radio Mi Amigo DJ Norbert), er niet in om in de hitlijsten te komen.
In 1980 had hij een hit in het Verenigd Koninkrijk met The Sunshine of Your Smile, een coverversie van een romantisch lied dat werd geproduceerd door Chas Hodges. Dit was oorspronkelijk geschreven vóór de Eerste Wereldoorlog en rond 1915 opgenomen door Jessie Broughton. In 1985 werd zijn nummer Everyone's A Wally opgenomen als de B-kant van de videogame van Mikro-Gen met dezelfde naam. Zijn meest recente cd was About Time Too!, opgenomen in Nashville met The Crickets en uitgebracht bij het Britse Rollercoaster Records, Berry's favoriete label sinds hun heruitgave van Joe Meek-producties en nieuw materiaal uit de jaren 1990.
In 1988 schreef Berry samen met Mel Simpson This is the Kiss, dat werd gekozen als een van de laatste acht nummers in A Song for Europe, uitgevoerd door Two-Che. Het nummer werd tweede met 73.785 tele-stemmen.
In 2016 deed Berry auditie voor de vijfde reeks van The Voice, maar was niet succesvol.
In 2017 ging Berry op tournee door het Verenigd Koninkrijk met The Solid Gold Rock'n'Roll Show, waarin ook Eden Kane, Marty Wilde, Mark Wynter en The Wildcats te zien waren. In 2019 toerde hij opnieuw met The Solid Gold Rock'n'Roll Show, samen met Marty Wilde, Charlie Gracie, Nancy Ann Lee (Little Miss Sixties) en The Wildcats.
Berry overleed op 11 april 2025 op 82-jarige leeftijd.

### Acteercarrière
In de jaren 1970 ontwikkelde Berry een carrière als acteur en verscheen hij in veel tv-commercials. In 1979 werd hij gecast als de vader (Mr. Peters) van de twee kinderen in de tv-versie van de Worzel Gummidge-boeken, samen met Jon Pertwee en Una Stubbs. In 1981 verving hij het personage van Trevor Bannister (Mr. Lucas) in de Britse sitcom Are You Being Served? en bleef tot het einde van de serie in 1985. Sinds de dood van Nicholas Smith in december 2015 was hij de enige overgebleven acteur uit de show die een belangrijk terugkerend personage speelde. Berry speelde in de jaren 1980 ook in een reeks commercials voor Blue Riband. Zijn meest recente filmwerk was acteren in Julie and the Cadillacs (1999).

## Discografie

### Singles
Decca Records
- 1961: Will You Love Me Tomorrow / My Baby Doll (met The Outlaws)

HMV Records
- 1961: Tribute to Buddy Holly / What's the Matter (met The Outlaws)
- 1962: It's Just a Matter of Time / Little Boy Blue (met The Admirals (Outlaws))
- 1962: Every Little Kiss / How Many Times
- 1962: Don't You Think it's Time / Loneliness (met The Outlaws)
- 1963: My Little Baby / You'll Do It You'll Fall in Love (met The Outlaws)
- 1963: It Really Doesn't Matter / Try a Little Bit Harder
- 1964: On My Mind / This Little Girl (met The Innocents)
- 1964: Lovesick / Letters of Love (met The Innocents)
- 1964: Who Will It Be / Talk (met The Innocents)
- 1964: Two Lovers / Don't Try to Stand in My Way
- 1965: That's All I Ever Want from You / She Didn't Care
- 1965: It Comes and Goes / Gonna Fall in Love
- 1966: Warm Baby / Just Thought I'd Phone

Columbia Records
- 1963: Intro / Brown Eyed Handsome Man (Graham Dean / The Innocents)
- 1963: My Little Baby / More Than I Can Say (met The Innocents)
- 1963: La Bamba / Don't You Think it's Time (met The Innocents)

Polydor Records
- 1967: Raining in My Heart / Eyes

D-Metronome
- 1967: Can't You Hear My Heartbeat / Alice

Pink Elephant
- 1975: Don't Be Cruel / It's All Over
- 1975: Tribute to Buddy Holly (remake) / Dial My Up

Scramble Records
- 1977: I'm a Rocker / It's a Hard Hard Hard World

Polydor Records
- 1978: Don't Ever Change
- 1980: The Sunshine of Your Smile
- 1980: If I Could Only Make You Care
- 1981: Memories
- 1981: Diana
- 1982: What'll I Do

Rollercoaster Records
- 2007: Hi There Darlin'! Merry Christmas

- Bibsys: 1602157057909
- Bibliothèque nationale de France: cb18154148q (data)
- Gemeinsame Normdatei: 134327985
- International Standard Name Identifier: 0000 0001 3186 2736
- Library of Congress Control Number: no98018877
- MusicBrainz: b5e3af3c-ca6b-4bcd-b3ad-58706a57ee93
- Virtual International Authority File: 46373933
- WorldCat: E39PBJjMCJmhpBBp9r8XTQgqcP